# قطعة قصبية رئوية
القطعة القصبية الرئوية (بالإنجليزية: Bronchopulmonary segment)‏، (باللاتينية: segmenta bronchopulmonalia) هي جزء من الرئة مرتبط بقصبة ثالثية، كل قطعة لها شريانها وقصبتها، لذا فكل قطعة فيها شريانان، أحدهما شريان رئوي والآخر شريان قصبي يمتد وسط القطعة. الأوردة والأوعية الملفية تمتد في حواف القطعة.
هنالك 10 قطع في الرئة اليمنى ومثلها في الرئة اليسرى. قد تلتحم بعض القطع ليكون المجموع 8 إلى 9 قطع، وتنفصل كل قطعة عن أخرى بنسيج ضام.
هذا يعني أن كل قطعة هي وحدة تشريحية ووظيفية منفصلة، وهذا يعني أن إزالة أي قطعة جراحيا لا يؤثر على وظيفة أي قطعة أخرى.
أول من وضع مخططا للقطع القصبية الرئوية كان د. جون فرانكلين هوبر وتشافالير جاكسون وتشارلز نوريس في مستشفى جامعة تيمبل.

## قطع الرئة اليمنى
- قطع الفص الأعلى:
  - القطعة القمية
  - القطعة الخلفية
  - القطعة الأمامية
- الفص الأوسط
  - القطعة الجانبية
  - القطعة الوسطية
- الفص الأسفل
  - القطعة العلوية
  - القطعة الوسطية القاعدية
  - القطعة الخلفية القاعدية
  - القطعة الجانبية القاعدية
  - القطعة الخلفية القاعدية

## الرئة اليسرى
- قطع الفص الأعلى:
  - القطعة القمية الخلفية (من اندماج القطعتين القمية والخلفية)
  - القطعة الأمامية
- ليسن الفص الأعلى
  - القطعة اللسينية السفلى
  - القطعة اللسينية العليا
- الفص الأسفل
  - القطعة العلوية
  - القطعة الأمامية الإنسية (من اندماج القطعتين الوسطية والخلفية)
  - القطعة الجانبية القاعدية
  - القطعة الخلفية القاعدية